# Sajra
Sajra (Cololabis saira) – gatunek drapieżnej, morskiej ryby z rodziny makreloszowatych (Scomberesocidae). 

## Występowanie
Sajra występuje w ławicach nad szelfem północnego i zachodniego Oceanu Spokojnego. Migruje sezonowo: w okolice południowej Japonii zimą i w okolice Hokkaido i Wysp Kurylskich latem.

## Charakterystyka
Sajra osiąga do 36 cm długości. Ma kształt wydłużony, smukły, płetwy odbytowa i grzbietowa przesunięte ku tyłowi, pomiędzy nimi a trzonem płetwy ogonowej 5–7 dodatkowych płetewek, linia boczna w części brzusznej. Jej szczęki są krótkie z bardzo małymi ząbkami.
Sajra jest ubarwiona na srebrzystoszaro po bokach ciała, a jej grzbiet jest barwy pomiędzy zieloną a niebieską.

## Rozmnażanie
Tarło odbywa się zimą w ciepłym prądzie Kuro Siwo. Ikra jest składana na dryfujących glonach. Przykleja się do nich nićmi czepnymi osadzonymi na jednym z biegunów jaja.

## Pożywienie
Sajra żywi się zooplanktonem: małymi skorupiakami oraz jajami i larwami ryb.

## Znaczenie gospodarcze

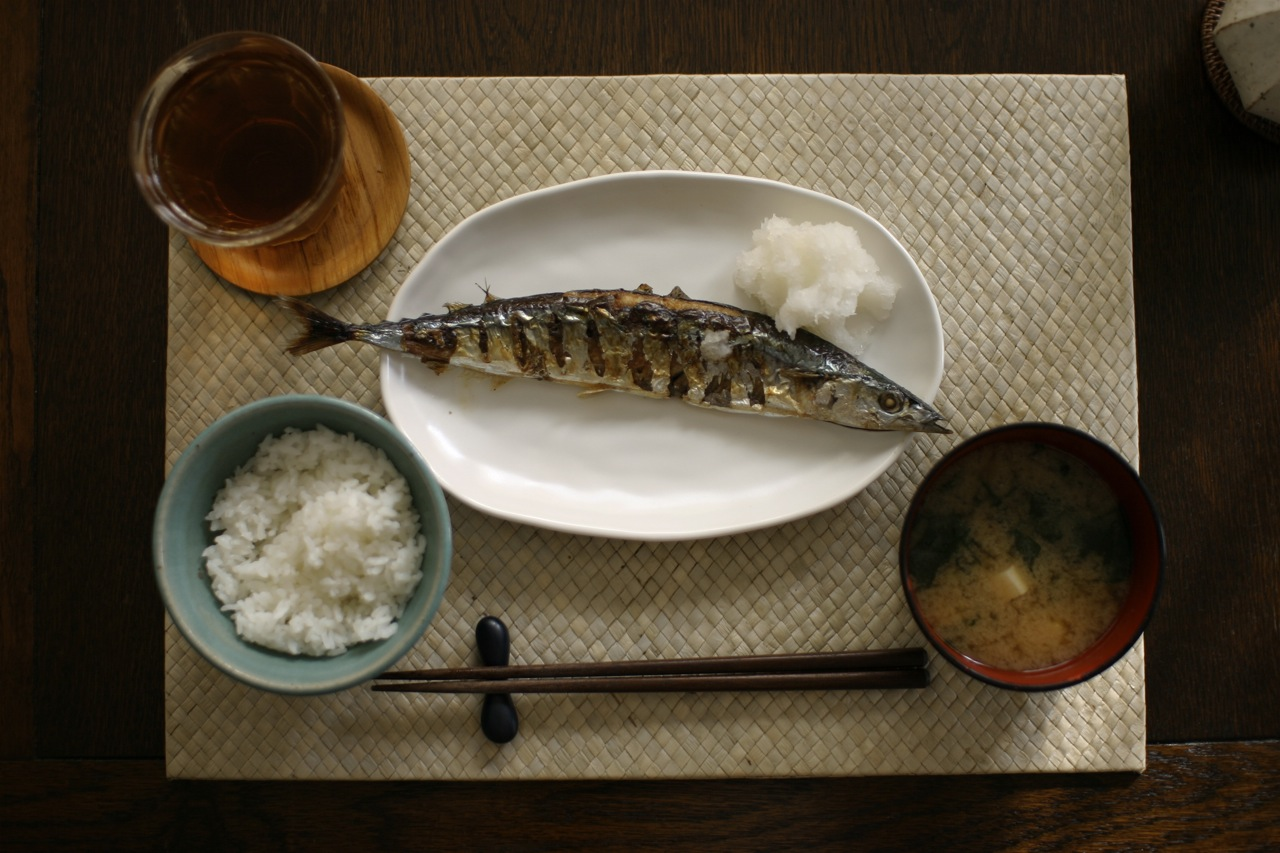
Tradycyjny posiłek japoński: grilowana sajra, ryż, zupa miso i herbata

Sajra jest cenioną rybą konsumpcyjną, bardzo popularną w Japonii.   Zawartość nienasyconych kwasów tłuszczowych EPA i DHA z grupy kwasów omega-3 w puszkowanym mięsie sajry jest bardzo wysoka w porównaniu z wieloma innymi badanymi pod tym względem rybami.
Tabela pokazuje roczne połowy sajry w tysiącach ton według źródła.